# Peter Brooke, Baron Brooke of Sutton Mandeville
Peter Leonard Brooke, Baron Brooke of Sutton Mandeville, CH (* 3. März 1934 in London; † 13. Mai 2023) war ein britischer Politiker. In seiner Amtszeit als Nordirlandminister stieß er Verhandlungen mit den irischen Republikanern an und spielte dadurch eine wichtige Rolle im nordirischen Friedensprozess.

## Biografie
Brooke kam als Sohn von Henry Brooke, Baron Brooke of Cumnor, der unter anderem 1962 bis 1964 Innenminister war, sowie von Barbara Brooke, Baroness Brooke of Ystradfellte, zur Welt. Sein Großvater war der Kinderbuchillustrator und -autor Leonard Leslie Brooke. Nach dem Besuch des Marlborough College studierte er am Balliol College der University of Oxford und schloss dieses Studium 1957 mit einem Bachelor of Arts (B.A.) ab. Anschließend absolvierte er ein Postgraduiertenstudium der Betriebswirtschaftslehre an der Harvard Business School und beendete dieses mit einem Master of Business Administration (MBA) 1959.
Seine politische Laufbahn begann 1977 mit der Wahl zum Mitglied des Unterhauses (House of Commons), in dem er bis 1997 die Interessen der Conservative Party im Wahlkreis City of London and Westminster South vertrat. 1997 wurde er zum Mitglied des Unterhauses für den Wahlkreis Cities of London and Westminster gewählt und blieb bis 2001 Mitglied des Parlaments.
1981 wurde Brooke Mitglied der Schatzkammer (Lord Commissioner of the Treasury). 1983 wurde er zum Parlamentarischen Unterstaatssekretär im Ministerium für Erziehung und Künste (Department of Education and Skills) ernannt und war dann im Anschluss von 1985 bis 1987 Staatsminister im Schatzamt (Treasury).
1987 berief ihn Premierministerin Margaret Thatcher als Generalzahlmeister (Paymaster General) erstmals in ihr Kabinett. Während dieser Zeit war er auch bis 1989 Vorsitzender (Chairman) der Conservative Party. Im Rahmen einer Kabinettsumbildung wurde er 1989 Nordirlandminister (Secretary of State for Northern Ireland) und behielt dieses Amt bis 1992 auch unter John Major, Thatchers Nachfolger als Premierminister.
In seiner Zeit als Nordirlandminister fungierte Brooke auch als Ko-Vorsitzender der Anglo-Irischen Regierungskonferenz, die mit dem Anglo-Irischen Abkommen von 1985 eingerichtet worden war. Hier versuchte er, den inzwischen eingetretenen politischen Stillstand zu lösen und neue Verhandlungen zwischen Unionisten und Vertretern der Republik Irland in Gang zu bringen. Im November 1990 formulierte er in einer Rede:

“The British government has no selfish strategic or economic interes in Northern Ireland: our role is to help, enable and encourage.”

„Die britische Regierung hat kein eigennütziges strategisches oder wirtschaftliches Interesse an Nordirland. Unsere Rolle ist es zu helfen, zu ermöglichen und zu ermutigen.“

Mit dieser wohl überlegten und mit Margaret Thatcher abgestimmten Rede wurde den irischen Republikanern britische Gesprächsbereitschaft signalisiert. Als unmittelbare Reaktion erklärte die IRA im Dezember 1990 erstmals nach 15 Jahren wieder einen Waffenstillstand, wenn auch nur auf drei Tage über Weihnachten befristet. Brooke war der erste Nordirlandminister seit den 1970er-Jahren, der direkte Gespräche mit den irischen Republikanern auch nur in Erwägung zog und bereitete den Weg für die Downing-Street-Declaration von 1993, einem wichtigen Schritt im Friedensprozess in Nordirland.
In die Schlagzeilen geriet Brooke, als er am Abend des Anschlags von Teebane 1992 bei einem Auftritt in der Late Late Show des irischen Fernsehens das Lied Oh My Darling, Clementine sang. Er bot seinen Rücktritt an, der von Premierminister Major aber nicht angenommen wurde. Nach dem überraschenden Wahlsieg der Tories bei der britischen Unterhauswahl 1992 wurde Brooke jedoch als Nordirlandminister abgelöst und zum Kulturminister (Secretary of State for National Heritage) berufen, was er bis 1994 blieb.
Nach seinem Ausscheiden aus dem Unterhaus wurde Brooke am 30. Juli 2001 als Life Peer mit dem Titel Baron Brooke of Sutton Mandeville, of Sutton Mandeville in the County of Wiltshire, in den britischen Adelsstand erhoben und war damit bis zu seinem Rücktritt am 18. September 2015 auch Mitglied des Oberhauses (House of Lords).